# Alfred Fischer (soudce)
Alfred Fischer (14. prosince 1919 – 17. června 2004) byl německý soudce. Sloužil ve Spolkovém administrativním soudu mezi lety 1966 a 1987. Naposledy byl také předsedou 2. senátu.